# Liste der Kulturdenkmäler in Dexheim
In der Liste der Kulturdenkmäler in Dexheim sind alle Kulturdenkmäler der rheinland-pfälzischen Ortsgemeinde Dexheim aufgeführt. Grundlage ist die Denkmalliste des Landes Rheinland-Pfalz (Stand: 3. April 2024).

## Einzeldenkmäler
| Bezeichnung                          | Lage                                       | Baujahr                                           | Beschreibung | Bild                           |
| ------------------------------------ | ------------------------------------------ | ------------------------------------------------- | --- | ------------------------------ |
| Brunnen                              | Am Born, zu Nr. 11a Lage                   |                                                   | Brunnenanlage, im Kern eventuell mittelalterlich; tonnengewölbte Kalkbruchsteinanlage mit flachem Sandsteinbecken mit Ablauf; unterirdischer Verlauf bis bei Borngasse 17                                                                        | BW                             |
| Grabmal                              | Bahnhofstraße 12, auf dem Friedhof Lage    | 1920er Jahre                                      | Grabmal Familie Karl Maurer; kleine Anlage aus Kunststein mit Sitzfigur einer Trauernden, 1920er Jahre | BW                             |
| Hof der Herren von Gemmingen         | Bornstraße 15 Lage                         | 1713                                              | ehemaliger Hof der Herren von Gemmingen; barocke Dreiflügelanlage; Mansardwalmdachbau, teilweise Fachwerk (verputzt), bezeichnet 1713, Ökonomie bezeichnet 1836 und 1739 (Spolie); barocke Toranlage, Umbau bezeichnet 1893                      | Fotos hochladen                |
| Gemeindebackhaus                     | Dalheimer Straße 6 Lage                    | 18. Jahrhundert                                   | Achteckbau mit gemauertem Pyramidendach, wohl aus dem 18. Jahrhundert | Fotos hochladen                |
| Torbogen                             | Dalheimer Straße, an Nr. 8 Lage            | 1748                                              | barocker Torbogen, Kartusche bezeichnet 1748 | BW                             |
| Wohnhaus                             | Dalheimer Straße 15 Lage                   | 1740                                              | barockes Wohnhaus, teilweise Fachwerk (verputzt), bezeichnet 1740 | BW                             |
| Wohnhaus                             | Dalheimer Straße 23 Lage                   | um 1600                                           | Wohnhaus, teilweise Fachwerk (verputzt), im Kern wohl um 1600, im 18. oder 19. Jahrhundert verändert | Fotos hochladen                |
| Spritzenhaus                         | Dalheimer Straße 28 Lage                   | nach 1850                                         | ehemaliges Spritzenhaus; Kalkbruchsteinbau, Schlauchtrockenturm mit Pyramidendach, bald nach 1850; straßenbildprägend | Fotos hochladen                |
| Torturm                              | Im Schloss 2 Lage                          |                                                   | Torturm des Schlosses der Herren von Dienheim, im Kern wohl spätmittelalterlich, Erschließung durch das sogenannte Pförtnerhäuschen | Fotos hochladen                |
| Turmruine                            | Im Schloss, zu Nr. 4 Lage                  | zweite Hälfte des 15. oder frühes 16. Jahrhundert | Stumpf eines spätgotischen runden Kalkbruchsteinbaus, wohl aus der zweiten Hälfte des 15. oder dem frühen 16. Jahrhundert, Kellerabgang bezeichnet 1812                                                                                          | BW                             |
| Grenzstein                           | Im Schloss, an Nr. 5 Lage                  | 1628                                              | reliefierter Grenzstein, bezeichnet 1628 | BW                             |
| Katholische Kirche Maria Himmelfahrt | Kirchgasse 8 Lage                          |                                                   | neuspätgotischer Saalbau, bezeichnet 1912, Architekt Dombaumeister Ludwig Becker, Mainz; ortsbildprägend | Fotos hochladen                |
| Evangelisches Pfarrhaus              | Schloß-Straße 2 Lage                       | 1761–74                                           | spätbarocker Walmdachbau, teilweise Fachwerk (verputzt), 1761–74; straßenbildprägend | Fotos hochladen                |
| Evangelische Pfarrkirche             | Schloß-Straße 4 Lage                       | 1757                                              | romanischer Chorturm mit gotischen Schildgiebeln, spätbarockes Schiff, bezeichnet 1757; mit Ausstattung; ortsbildprägend | Fotos hochladen                |
| Hofanlage                            | Schloß-Straße 5 Lage                       | zweite Hälfte des 18. Jahrhunderts                | spätbarocker Dreiseithof; Krüppelwalmdachbau, teilweise Fachwerk (verputzt), wohl aus der zweiten Hälfte des 18. Jahrhunderts, Bruchsteinscheune 18. Jahrhundert, Ökonomietrakt letztes Viertel des 19. Jahrhunderts                             | BW                             |
| Reste des Schlosses Dexheim          | Schloß-Straße, zu Nr. 9/11 Lage            | um 1600                                           | Reste des 1683 untergegangenen Schlosses: tonnengewölbter Keller; über dem Abgang Spolie, um 1600; Segment einer Wendeltreppe mit Rosettenfries und Vierpassrelief; Grabsteinfragment aus der evangelischen Kirche, wohl aus dem 17. Jahrhundert | BW                             |
| Brunnenstock                         | Schloß-Straße, bei Nr. 14 Lage             | um 1600                                           | Rotsandstein, eventuell wiederverwendeter Torpfeiler, um 1600, ehemals bezeichnet 1779 und 1877 (Aufstellung als Wegweiser) | Fotos hochladen                |
| Scheune                              | Zöllerstraße, zu Nr. 4 Lage                | vor 1841                                          | Bruchsteinscheune mit 1841 eingebautem dreischiffigem, kreuzgratgewölbtem Kuhstall | BW                             |
| Stall                                | Zöllerstraße, zu Nr. 6 Lage                | frühes 19. Jahrhundert                            | dreischiffiger Viehstall, Kreuzgratgewölbe über kräftig gefasten Pfeilern, frühes 19. Jahrhundert | BW                             |
| Wasserbehälter                       | südlich des Ortes; Flur Auf der Hölle Lage |                                                   | pavillonartiger Jugendstiltypenbau aus Sandsteinbossenquadern, bezeichnet 1907, Architekt Wilhelm Lenz, Kulturinspektion Mainz | weitere Bilder Fotos hochladen |